# Râul Boia
Râul Boia este un curs de apă, afluent al râului Olt. Se formează la confluența a două brațe Boia Mare și Boia Mică